# 吉村静織
吉村 静織（よしむら しおり、1993年11月30日 - ）は、鹿児島県出身の、日本の柔道選手である。階級は78kg級。身長169cm。組み手は左組み。血液型はO型。段位は弐段。得意技は内股、寝技。

## 経歴
柔道は14歳の時に光武館で始めた。鹿屋東中学3年の時に全国中学校柔道大会の70㎏級に出場するが2回戦で敗れた。「日本一になるために阿蘇へ行く」と親の反対を押し切って強豪の阿蘇高校に入学すると、2年の時にはインターハイ70kg級で3位となった。3年の時には金鷲旗決勝で2人抜きする活躍で、1年後輩の梅木真美などとともにチームの優勝に貢献した。今回の優勝で阿蘇高校は高校選手権、インターハイに次いで高校3大タイトルをようやく獲得した。また、秋からは阿蘇清峰高校と統合して阿蘇中央高校と名称を変更することで、現校名で最後のチャンスをものにすることにもなった。続くインターハイの個人戦では78kg級に出場するも初戦で敗れたが、団体戦では2位となった。全日本ジュニアでは3位だった。2012年からは三井住友海上女子柔道部の所属となると、全日本ジュニアと講道館杯で3位に入った。2013年には全日本ジュニアで3年連続3位にとどまるも、世界ジュニア代表に選出された。世界ジュニアでは準決勝、決勝と得意の寝技で一本勝ちして優勝を飾った。続く講道館杯では3位になった。2016年の講道館杯では決勝まで進むが、コマツの佐藤瑠香に縦四方固で敗れた。2017年3月のグランドスラム・バクーでは準決勝でオランダのフーシェ・ステーンハイスにGSに入ってから指導2で敗れるが、それ以外は全て得意の寝技で一本勝ちして3位になった。実業個人選手権では決勝で前年に続いて自衛隊体育学校の濵田尚里に横四方固で敗れた。

## 戦績
- 2010年 - 金鷲旗 5位
- 2010年 - インターハイ 個人戦70kg級 3位 団体戦 5位
- 2011年 - 金鷲旗 優勝
- 2011年 - インターハイ 団体戦 2位
- 2011年 - 全日本ジュニア 3位
- 2012年 - ベルギージュニア国際 優勝
- 2012年 - 韓国ジュニア国際 優勝
- 2012年 - 全日本ジュニア 3位
- 2012年 - 講道館杯 3位
- 2013年 - ヨーロッパオープン・ソフィア 5位
- 2013年 - 全日本ジュニア 3位
- 2013年 - 世界ジュニア 優勝
- 2013年 - 講道館杯 3位
- 2015年 - 実業個人選手権 2位
- 2016年 - 実業個人選手権 2位
- 2016年 - 講道館杯 2位
- 2017年 - グランドスラム・バクー 3位
- 2017年 - 実業個人選手権 2位

(出典、JudoInside.com)。